# Đội tuyển bóng đá trong nhà quốc gia Israel
Đội tuyển bóng đá trong nhà quốc gia Israel đại diện Israel tại các giải đấu bóng đá trong nhà (futsal) quốc tế, do Hiệp hội bóng đá Israel điều hành.

## Giải Đấu

### Giải vô địch thế giới
| Năm  | Đất Nước          | Vòng                     | G | V | N | P | GF | GS |
| ---- | ----------------- | ------------------------ | - | - | - | - | -- | -- |
| 1989 | Hà Lan            | Không tham dự            | - | - | - | - | -  | -  |
| 1992 | Hồng Kông         | Không tham dự            | - | - | - | - | -  | -  |
| 1996 | Tây Ban Nha       | Không tham dự            | - | - | - | - | -  | -  |
| 2000 | Guatemala         | Không vượt qua vòng loại | - | - | - | - | -  | -  |
| 2004 | Đài Bắc Trung Hoa | Không vượt qua vòng loại | - | - | - | - | -  | -  |
| 2008 | Brasil            | Không vượt qua vòng loại | - | - | - | - | -  | -  |
| 2012 | Thái Lan          | Không vượt qua vòng loại | - | - | - | - | -  | -  |
| 2016 | Colombia          | Không vượt qua vòng loại | - | - | - | - | -  | -  |
| 2021 | Litva             | Không vượt qua vòng loại | - | - | - | - | -  | -  |

### Giải vô địch châu âu
| Năm  | Đất Nước     | Vòng                     | G | V | N | P | GF | GS |
| ---- | ------------ | ------------------------ | - | - | - | - | -- | -- |
| 1996 | Tây Ban Nha  | Không tham dự            | - | - | - | - | -  | -  |
| 1999 | Tây Ban Nha  | Không vượt qua vòng loại | - | - | - | - | -  | -  |
| 2001 | Nga          | Không vượt qua vòng loại | - | - | - | - | -  | -  |
| 2003 | Ý            | Không vượt qua vòng loại | - | - | - | - | -  | -  |
| 2005 | Cộng hòa Séc | Không vượt qua vòng loại | - | - | - | - | -  | -  |
| 2007 | Bồ Đào Nha   | Không vượt qua vòng loại | - | - | - | - | -  | -  |
| 2010 | Hungary      | Không vượt qua vòng loại | - | - | - | - | -  | -  |
| 2012 | Croatia      | Không vượt qua vòng loại | - | - | - | - | -  | -  |
| 2014 | Bỉ           | Không vượt qua vòng loại | - | - | - | - | -  | -  |
| 2016 | Serbia       | Không vượt qua vòng loại | - | - | - | - | -  | -  |
| 2018 | Slovenia     | Không vượt qua vòng loại | - | - | - | - | -  | -  |
| 2022 | Hà Lan       |                          | - | - | - | - | -  | -  |

## Tham Khảo
1. ↑  Futsal World Ranking